# Андраш Баторі (скарбничий)
Андраш IV Баторі (угор. Báthori András, д/н — 1534) — державний діяч часів занепаду Угорського королівства.

## Життєпис
Походив з впливового угорського клану Баторі, роду Баторі-Ечед. Син Андраша Баторі, королівського конюшого, від його третьої дружини Джуліанни Драгфі. Перша письмовазгадка відноситься до 1499 року.
1503 року стає надішпаном Сатмарського комітату. У 1511 року призначено королівським камергером (до 1520 року) і ішпаном комітату Сабольч. 1513 року одружився з Каталіною зі знатного роду Розган'ї. У 1519 року король передав посаду ішпана Сабольча Міхаю Вардаї. Натомість призначив Андраша Баторі баном фортеці Нандофехервару.
1521 року отримав посаду королівського скарбника. 1522 року Баторі стає ішпаном комітату Сомогия. У 1523—1524 роках розділив керування комітатом з Іштваном VIII Баторі.
Після поразки угорського війська у битві при Могачі 1526 року підтримав кандидатуру Яноша Запольї на державних зборах в Токаї. Втім у 1527 році після поразки останнього від австрійців перейшов на бік Фердинанда Габсбурга. Той призначив Андраша Баторі головним королівським скарбничим (зберігав посаду до своєї смерті). 1528 року стає королівським радником. Помер 1534 року.

## Родина
Дружина — Каталіна, донька Іштвана Розган'ї
Діти:
- Бонавентура Андраш (д/н—1566), королівський суддя. Дітей не мав
- Миклош (1520—1584), королівський суддя
- Клара
- Дйордь (д/н—1570)